# Flieden
Flieden är en kommun och ort i Landkreis Fulda i Regierungsbezirk Kassel i förbundslandet Hessen i Tyskland. 
Kommunen bildades 1 april 1972 genom en sammanslagning av de tidigare kommunerna Buchenrod, Höf und Haid, Magdlos och Stork. Rückers och Schweben uppgick i kommunen 1 augusti 1972.